# Islam en Chine sous la dynastie Tang

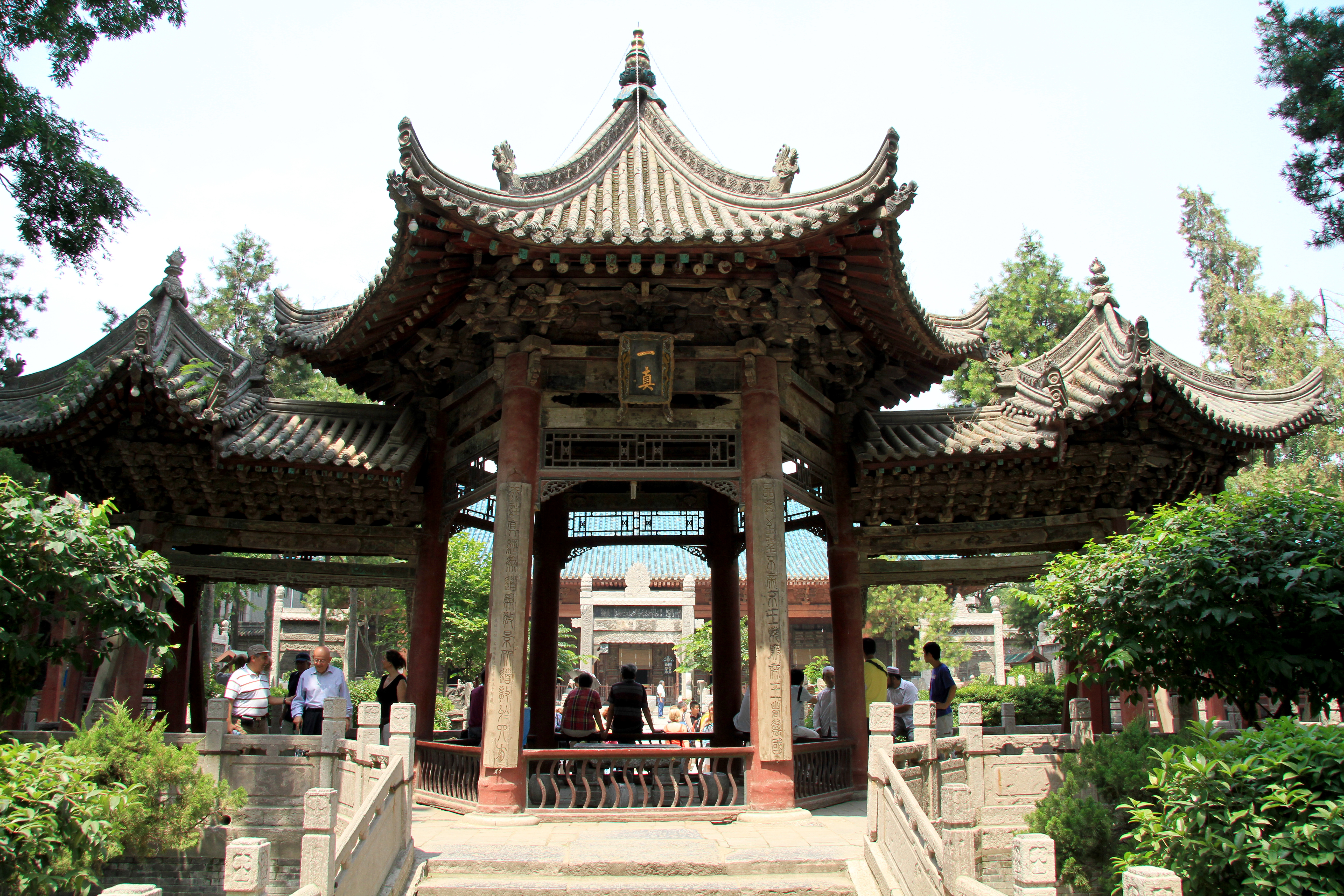
La grande mosquée de Xi'an.

L'histoire de l'islam en Chine remonte aux premières années de l'islam. Selon les récits traditionnels des musulmans de Chine, en 651, soit dix-huit ans après la mort du Prophète Mahomet, Othman ibn Affan, le troisième Calife de l'Islam, envoie auprès de Tang Gaozong, l'empereur de Chine, une délégation dirigée par Sa`d ibn Abi Waqqas, un des premiers compagnons de Mahomet. Même si les historiens actuels ne nient pas la précocité des contacts entre le Califat et les Tang, ils n'ont aucune preuve concrète de la présence de ce compagnon dans une des délégations concernées.

## Origines
Comme indiqué en introduction, les récits traditionnels des musulmans chinois attribuent l'arrivée de l'Islam en Chine a une ambassade envoyée en 651 par Othman ibn Affan, le troisième Calife de l'Islam, et dirigée par Sa`d ibn Abi Waqqas. Après avoir reçu cette ambassade, l'empereur Tang Gaozong aurait ordonné la construction de la mosquée commémorative de canton, la première mosquée du pays, en mémoire du Prophète.
Ce récit pose un problème aux historiens modernes, car il n'y a aucune preuve indiquant que Sa'd soit jamais venu en personne en Chine. Ceci étant, cette objection sur la venue du compagnon de Mahomet ne les empêche pas d'être persuadés que des diplomates et des commerçants musulmans sont bien arrivés dans la Chine des Tang à peine quelques décennies après le début de l'Ère musulmane. La culture cosmopolite de la dynastie Tang, les contacts intensifs entre la Chine et l'Asie centrale, ainsi que l'existence d'importantes communautés de marchands d'Asie centrale et occidentale résidant dans les villes chinoises, ont contribué à l'introduction de l'Islam en Chine.

## Premiers contacts entre l'Islam et la Chine
Dans un premier temps, les Arabes sont enregistrés dans les documents chinois et dans les annales de la dynastie Tang, sous le nom de Dashi. En fait, Tashi ou Dashi est le rendu chinois de Tazi, le nom que le peuple persan utilise pour désigner les arabes. C'est ainsi que les archives datant de 713 parlent de l'arrivée d'un ambassadeur Dashi à la Cour des Tang. Toutefois, la création de la première ambassade musulmane en Chine est plus ancienne que ce contact, car elle a lieu durant le règne de l'empereur Tang Gaozong, lors d'un échange diplomatique entre ce dernier et un général du calife Othman. Les décennies qui suivent ces premiers contacts voient l'apparition des premières grandes communautés musulmanes en Chine, qui sont composées de marchands arabes et Perses.
En plus du commerce et de la diplomatie, les contacts entre le monde musulman et la Chine ont également une dimension militaire, allant du simple échange de prisonniers à la bataille à grande échelle. C'est ainsi qu'en 717, les Tang infligent une défaite à une coalition menée par les troupes du califat omeyyade lors de la bataille d'Aksou. En 751, c'est au tour des soldats du califat abbasside de vaincre les Chinois lors de la bataille de Talas, qui marque la fin de l'expansion vers l'ouest des Tang. La situation change avec la révolte d'An Lushan, qui plonge la Chine dans une guerre civile particulièrement sanglante et oblige les Tang à se recentrer sur la politique intérieure. Signe de la détente avec le Califat, en 756, un contingent, composé probablement de Perses et d’Irakiens, est envoyé au Gansu pour aider l'empereur Tang Xuanzong dans sa lutte contre Lushan. Moins de 50 ans plus tard, une alliance est conclue entre les Tang et les Abbassides pour contrer les attaques tibétaines en Asie centrale. Enfin, le calife Hâroun ar-Rachîd envoie une mission diplomatique à Chang'an, la capitale des Tang. Ces relations diplomatiques sont contemporaines de l'expansion maritime du monde musulman dans l'océan Indien, et jusqu'en Extrême-Orient, après la fondation de Bagdad en 762. En effet, après le déplacement de la capitale du Califat de Damas à Bagdad, les navires commencent à naviguer depuis Siraf, le port de Bassorah, jusqu'en Inde, au détroit de Malacca et en Chine du Sud. À cette époque, Canton, ou Khanfu en arabe, un port de 200 000 habitants du sud de la Chine, compte une forte communauté de commerçants venant des pays musulmans.

## Les premiers musulmans chinois
Une des plus anciennes mosquées chinoises, la grande mosquée de Xian, a été construite en 742, si l'on en croit le texte qui est gravé sur une tablette de pierre conservée à l'intérieur de la mosquée.
Pendant la dynastie Tang, un flot régulier de commerçants arabes et perses arrive en Chine par la route de la soie et les routes commerciales maritimes, via le port de Quanzhou. Comme indiqué au chapitre précédent, une communauté musulmane s'installe et grandit rapidement à Canton. Ces nouveaux arrivant ont leurs mosquées dans le quartier des étrangers de Canton, qui se situe sur la rive sud de la rivière des Perles, le fleuve qui traverse la ville. Même si tous les immigrants ne sont pas des musulmans, un certain nombre de ceux qui le sont restent en Chine. C'est ainsi que dans les archives chinoises, on trouve la mention d'une grande communauté musulmane vivant à Guangzhou. En 758, des troubles éclatent au sein de cette communauté, dont les membres finissent par s'enfuir. La même année, apparaissent des pirates arabes et perses, qui ont probablement leur base dans un port situé sur l'île d'Hainan. Leur apparition détourne une partie du commerce vers le nord du Vietnam et la région de Chaozhou, qui se situe près de la frontière du Fujian.
Un détail concernant la communauté musulmane de Canton : la mosquée Huaisheng, celle qui aurait été construite sur ordre de l'empereur Tang Taizong, est détruite par le feu en 1314, puis reconstruite entre 1349 et 1351. À l'heure actuelle, il ne reste du bâtiment originel que les ruines d'une tour.

## Les lois sur la religion
Une des particularités de l'Islam en Chine est que cette religion a y été amenée par des commerçants arabes qui se préoccupent principalement du commerce et ne se soucient pas du tout de répandre l'Islam. C'est un cas presque unique, car à l'époque, l'introduction de l'Islam dans un pays se fait généralement à la suite de sa conquête par les troupes du Califat. En Chine, par contre, il n'y a aucune conquête et les musulmans ne font pas du tout de prosélytisme, seulement du commerce. C'est grâce à ce "profil bas" que l'édit anti bouddhiste de 845 ne dit absolument rien sur l'Islam, alors que, malgré son nom, il ne se limite pas au bouddhisme mais instaure une persécution d'État dirigée contre toutes les religions jugées d'origine étrangère.
C'est là, une des spécificités des premiers musulmans qui s'installent en Chine : ils continuent d'observer les préceptes religieux de leur foi en cohabitation avec les pratiquants d'autres religions présentes en Chine comme le bouddhisme, le confucianisme, le taoïsme, ou le credo d'État. Ils se constituent en communautés pratiquant un mode de vie plus nomade que sédentaire, en empruntant les voies de commerce terrestres ou maritimes reliant la chine et l'ouest de celle ci ,.

## Les massacres d'étrangers
Si la cohabitation entre musulmans et non-musulmans est assez souvent pacifique, tensions et affrontements existent malgré tout. Deux massacres impliquant des victimes musulmanes ont eu lieu en Chine sous la dynastie Tang : le massacre de Yangzhou en 760, et le Massacre de Guangzhou en 878.
En 878 les musulmans de Guangzhou sont massacrés par les troupes de Huang Chao, le chef d'une révolte paysanne. Selon le géographe arabe et voyageur Abu Zaid Hassan, lors des massacres «pas moins de 120 000 musulmans, juifs, chrétiens et Perses ont péri.» (Hourani 1995:76). De son côté, Al-Mas'ûdî, qui écrit plusieurs décennies après les événements, évalue le nombre de morts à 200 000,,. Toutes les sources s'accordent sur le fait que les victimes sont non seulement des musulmans, mais aussi des juifs, des chrétiens et des zoroastriens.

## Voir également
- Islam en Chine sous la dynastie Song
- Islam en Chine sous la dynastie Yuan
- Islam en Chine sous la dynastie Ming
- Islam en Chine sous la dynastie Qing
- Islam en Chine de 1911 à nos jours
- Nombre de musulmans par pays
- Religion en Chine
- Démographie de la Chine